# UCHIDA MAAYA LIVE 2021「FLASH FLASH FLASH」
『UCHIDA MAAYA LIVE 2021「FLASH FLASH FLASH」』（うちだ まあや ライブ 2021「フラッシュ フラッシュ フラッシュ」）は、内田真礼の7枚目のライブ映像作品。2021年12月15日にポニーキャニオンからBlu-rayとDVDが発売。

## 概要
2021年7月3日に立川ステージガーデンで行われた『UCHIDA MAAYA LIVE 2021「FLASH FLASH FLASH」』の模様が収録されている。
映像特典として、リハーサルや舞台裏を撮影したドキュメンタリーが収録されている。

## 収録内容

### セットリスト[2]
- OPENING -
M-01 ノーシナリオ
M-02 Resonant Heart
M-03 世界が形失くしても
- MC-1 -
M-04 キミ行きEXPRESS
M-05 波乗りキャリーオン
M-06 Agitato
M-07 カナリア
- MC-2 -
M-08 aventure bleu
M-09 TickTack…Bomb
- BAND TIME -
M-10 youthful beautiful -y0c1e Remix-
M-11 magic hour
M-12 いつか雲が晴れたなら
- MC-3 -
M-13 ストロボメモリー
M-14 セツナ Ring a Bell
M-15 c.o.s.m.o.s
- DANCERS TIME -
M-16 ハートビートシティ
- MC-4 -
M-17 Applause
M-18 ギミー!レボリューション
M-19 創傷イノセンス
- MC-5 -
M-20 Step to Next Star!!
EN-1 Love for All Stars
- MC-6 -
EN-2 Hello, future contact!
EN-3 共鳴レゾンデートル
- ENDING -

### 映像特典
Documentary of LIVE 2021「FLASH FLASH FLASH」